# Sombreros et Mantilles
Sombreros et Mantilles est un paso doble de 1938. Paroles de Chanty, musique de Jean Vaissade.
La version la plus connue est celle créée par Rina Ketty (en 1938). 
En 1980, François Truffaut l'a utilisée dans son film Le Dernier Métro

Il existe d'autres interprétations : celle d'Anne Clercy (également en 1938, uniquement le refrain final chanté), celle de Gloria Lasso (en 1960) et celle de Charlotte Julian  (en 1976).